# Natação com nadadeiras nos Jogos Mundiais de 2013
As competições de natação com nadadeiras nos Jogos Mundiais de 2013 ocorreram entre 25 e 26 de julho. Dez eventos foram disputados.

## Medalhistas

### Masculino
| Evento                                     | Ouro                | Prata                 | Bronze                          |
| 50m apneia masculino                       | KOR Kim Taekyun     | RUS Pawieł Kabanow    | COL Mauricio Fernandez Castillo |
| 100m na superfície masculino               | ITA Cesare Fumarola | RUS Pawieł Kabanow    | FRA Alexandre Noir              |
| 200m na superfície masculino               | GER Max Lauschus    | ITA Stefano Figini    | RUS Dmitrij Kokoriew            |
| 400m na superfície masculino               | GER Max Lauschus    | RUS Jewgienij Smirnow | ITA Stefano Figini              |
| Revezamento 4x100m na superfície masculino | RUS Rússia          | COL Colômbia          | UKR Ucrânia                     |

### Feminino
| Evento                                    | Ouro                    | Prata                     | Bronze                       |
| 50m apneia feminino'                      | FRA Camille Heitz       | CHN Xu Huanshan           | UKR Marharyta Artiuszenko    |
| 100m na superfície feminino               | HUN Lilla Székely       | UKR Marharyta Artiuszenko | COL Grace Fernandez Castillo |
| 200m na superfície feminino               | RUS Walerija Baranowska | RUS Wasilisa Krawczuk     | UKR Jana Trofymez            |
| 400m na superfície feminino               | RUS Wasilisa Krawczuk   | UKR Jana Trofymez         | KOR Kim Bokyung              |
| Revezamento 4x100m na superfície feminino | RUS Rússia              | UKR Ucrânia               | CHN China                    |

## Quadro de Medalhas
| Ordem | País          | Medalha de ouro | Medalha de prata | Medalha de bronze |    |
| ----- | ------------- | --------------- | ---------------- | ----------------- | -- |
| 1     | Rússia        | 4               | 4                | 1                 | 9  |
| 2     | Alemanha      | 2               |                  |                   | 2  |
| 3     | Rússia        | 1               | 1                | 1                 | 3  |
| 4     | Coreia do Sul | 1               |                  | 1                 | 2  |
| 4     | França        | 1               |                  | 1                 | 2  |
| 6     | Hungria       | 1               |                  |                   | 1  |
| 7     | Ucrânia       |                 | 3                | 3                 | 6  |
| 8     | Colômbia      |                 | 1                | 2                 | 3  |
| 9     | China         |                 | 1                | 1                 | 2  |
| TOTAL | TOTAL         | 10              | 10               | 10                | 30 |